# Rosens navn
|  | For filmen fra 1986 af samme navn, se Rosens navn (film). |
Rosens navn er Umberto Ecos gennembrudsroman, der udkom i 1980. Det er en historisk mysterieroman, der foregår på et italiensk kloster i 1327; det intellektuelle mysterium kombinerer semiotik i fiktion, bibelanalyse, middelalderstudier og litteraturvidenskab. Bogen blev oversat til engelsk af William Weaver i 1983.
Romanen har solgt over 50 millioner eksemplarer på verdensplan, og den er en af de bedstsælgende bøger nogensinde. Den modtog mange internationale priser og nomineringer, som Strega Prize i 1981 og den franske Prix Médicis i 1981, og den blev nr. 14 på Le Mondes liste over århundredets bedste bøger.
Romanen blev filmatiseret med Jean-Jacques Annaud som instruktør og med Sean Connery og Christian Slater i hovedrollerne.

## Handling
Historien foregår på et italiensk kloster i november - december 1327, hvor den engelske franciskanermunk og tidligere inkvisitor William af Baskerville og hans lærling benediktinernovicen Adso fra klostret Melk i Østrig er tilkaldt for at løse en mordgåde og arrangere et møde mellem stridende fraktioner i den katolske kirke. Broder William fremstår som sin tids Sherlock Holmes og finder hurtigt ud af, at klostrets skabe er fulde af skeletter, og at mordene er forbundet med storpolitik og kætterske ritualer. Ud over Sherlock Holmes er William af Ockham en væsentlig inspiration til William af Baskerville.
Bogen indeholder også en videnskabsteoretisk pointe: Den metode, som William af Baskerville demonstrerer allerede i første kapitel og mange gange senere, hvor han kan slutte sig til, at munkene leder efter abbedens hest, som hedder Brunellus, er hverken deduktion eller induktion, men det som Charles Sanders Peirce har kaldt for abduktion eller systematisk hypotesedannelse. Bogen er en introduktion til humanioras videnskabsteori og specielt til tegnteorien (semiotikken), som Eco har beskæftiget sig indgående med. 
Inkvisitionen sender den grusomme Bernard Gui til klostret på jagt efter kættere, især disciple af den radikale prædikant Broder Dolcino, der var brændt på bålet tyve år tidligere.  Gui er en historisk skikkelse, kendt for bogen Practica inquisitionis heretice pravitatis. 
Den unge Adsos første seksuelle møde - med en halvvild, navnløs bondepige i klostret - ender tragisk, da hun brændes på bål som heks. Adso lærte aldrig hendes navn at kende. I filmen har man ændret hendes skæbne.

## Karakterer
Hovedkarakterer
- William af Baskerville – den primære protagonist, en francisknaermunk
- Adso af Melk – fortæller, benediktinernovice der følger William

På klostret
- Abo af Fossanova – abbeden på benediktinerklostret
- Severinus af Sankt Wendel – farmaceut der hjælp William
- Malachi af Hildesheim – bibliotekar
- Berengar af Arundel – biblioteksassisten
- Adelmo af Otranto – illuminator, novice
- Venantius af Salvemec – oversætter af manuskripter
- Benno af Uppsala – retorikstuderende
- Alinardo af Grottaferrata – ældste munkt
- Jorge af Burgos – gammel blind munk
- Remigio af Varagine – kældermester
- Salvatore af Montferrat – munk, en af Remigios associerede
- Nicholas af Morimondo – glarmester
- Aymaro af Alessandria – sladrende, spottende munk
- Pacificus af Tivoli
- Peter af Sant’Albano
- Waldo af Hereford
- Magnus af Iona
- Patrick af Clonmacnois
- Rabano af Toledo

Personer uden for klostret
- Ubertino af Casale – franciskanermunk i eksil, ven af William
- Michael af Cesena – Overhoved for franciskanerne
- Bernard Gui – Inkvisator
- Bertrand del Poggetto – Kardinal og leder for det pavelige gesandtskab
- Jerome of Kaffa (Jerome of Catalonia aka Hieronymus Catalani) – biskop Kaffa
- Bondepige fra landsbyen neden for klostret

## Titel
Eco fik mange henvendelser om bogens titel, selv om han havde forklaret i efterordet, at benediktineren Bernard af Morlays digt er kilde både til bogens titel og sidste linje:
"Stat rosa pristina nomine; nomina nuda tenemus." (= Gårsdagens rose holder sig frisk kun i navnet; og vi har kun navnet.) 
Eco tolker linjen som at ideer er det eneste, der varer evigt i denne ufuldkomne verden. Bernard af Morlay (mere kendt som Bernard af Cluny ) tilføjer, at det forsvundne - berømte byer lagt i grus, ungdommens skønhed - efterlader sig (kun, eller i det mindste) et navn. Abelard benyttede sætningen "Nulla rosa est" (= Der er ingen rose) som eksempel på, hvordan sproget beskriver både det ikke-eksisterende og det ødelagte. 

## Film og hørespil
Romanen blev filmatiseret i 1986 med Jean-Jacques Annaud som instruktør og med Sean Connery og Christian Slater i hovedrollerne. Filmen modtog to BAFTA-priser og Césarprisen for bedste udenlandske film i 1987.
I 1987 blev romanen dramatiseret i DRs Radioteatret af Ole Krøll med Henning Sprogøe, Frits Helmuth, Ingolf David, Louise Miehe-Renard og Paul Hagen. Desuden medvirker Maribo Domkirkes Mandskor.